# ジャバリア
ジャバリア (アラビア語: جباليا、ラテン文字表記: jbalya、ジャバリヤ、英語: JabaliaまたはJabalya) は、パレスチナ自治区のガザ地区の北ガザ県の県都。
2017年国勢調査の人口は約17万人で、ガザ地区で3番目に、パレスチナ自治区で4番目に大きい。なお隣接するジャバリア難民キャンプを含んだ場合は222,166人となる。ガザ市の約4km北に位置する。

## 歴史
紀元前8世紀、集団墓地が建設された。
14世紀前半、バーリ朝のガザ知事のサンジャル・アル・ジャウリがジャバリアを治めた。
1517年、パレスチナ全域がオスマン帝国に編入された。
1596年時点で、331世帯が住んでいた。
1863年、フランスの探検家のヴィクトル・グエリンがモスクの破片を発見した。
1883年、パレスチナ探検基金の「西パレスチナ調査」によると、ジャバリアは大きなアドベの村と記録されている。
1922年、イギリス委任統治領パレスチナの調査によると、人口は1775人で、全員がムスリムだった。1931年国勢調査では2,425人に増加したが、依然として全員がムスリムであった。
1945年、人口は3520人に増加し、全員がアラブ人だった。
耕地面積は1万1497ドゥナム(1149.7ha)だった。
その内13.8haで柑橘類やバナナを、100.9haで灌漑農業を、103.6haで穀物を栽培していた。
10.1haは建設用地だった。
2006年、イスラエルの侵略に対して大規模抗議が発生し、イスラエル軍が破壊する予定の家を守って人間の盾が創られた。

## 特性
ジャバリアは男性偽半陰陽が平均より多い。
カナダ系パレスチナ人の小児科・泌尿器科医のジェハド・アブダイアは、いとこ婚による血縁がこの原因であると述べた。

## 近隣の自治体
- ベイト・ラヒア

## 難民キャンプ
- ジャバリヤ難民キャンプ（英語版）

## 姉妹都市
- フローニンゲン、オランダ[12]

## 参考資料
- Barron,  J. B., ed (1923). Palestine: Report and General Abstracts of the Census of 1922. Government of Palestine
- Conder, Claude Reignier; Kitchener, H. H. (1883). The Survey of Western Palestine: Memoirs of the Topography, Orography, Hydrography, and Archaeology. 3. London: Committee of the Palestine Exploration Fund
- Dauphin, Claudine (1998) (French). La Palestine byzantine, Peuplement et Populations. BAR International Series 726. III : Catalogue. Oxford: Archeopress
- Guérin, Victor (1869) (French). Description Géographique  Historique et Archéologique de la Palestine. 1: Judee,  pt. 2. Paris: L'Imprimerie Nationale
- Hadawi, Sami (1970), Village Statistics of 1945: A Classification of Land and Area ownership in Palestine, Palestine Liberation Organization Research Center
- Hütteroth, Wolf-Dieter; Abdulfattah, Kamal (1977). Historical Geography of Palestine, Transjordan and Southern Syria in the Late 16th Century. Erlanger Geographische Arbeiten, Sonderband 5. Erlangen, Germany: Vorstand der Fränkischen Geographischen Gesellschaft. ISBN 3-920405-41-2
- Mills, E., ed (1932). Census of Palestine 1931. Population of Villages, Towns and Administrative Areas. Jerusalem: Government of Palestine
- Palmer, E. H. (1881). The Survey of Western Palestine: Arabic and English Name Lists Collected During the Survey by Lieutenants Conder and Kitchener, R. E. Transliterated and Explained by E.H. Palmer. Committee of the Palestine Exploration Fund